# Пиароа
Пиароа (Guagua ~ Kuakua ~ Quaqua, Adole ~ Ature, Piaroa, Wo’tiheh) — индейский язык, на котором говорит народ пиароа, который проживает в Венесуэле и Колумбии. Имеет две разновидности: мако (Itoto, Jojod, Maco, Mako, Wotuja), на котором говорят в деревнях Вапучи, Мариче, Маруэта, Морокото, Порвенир, Тави-Тави; на территории рек Вапучи, Маруэта, Пару, Юреба, на притоках реки Вентуари в Венесуэле, и пиароа (Adole, Ature, Dearwa, Deruwa, Guagua, Kuakua, Maco, Quaqua Dearuwa, Piaroa, Uhothha, Uwotjüja, Wo’tiheh), на котором говорят внутри страны от реки Пагуаса к Манапиари южного берега реки Ориноко провинции Амасонас в Венесуэле и в муниципалитетах Ресгвардо-Матавен-Фрута, Селва-де-Матавен на берегах маленьких притоков рек Вичада, Гвавиаре, Манавени и Сама, на границе с Венесуэлой на крайнем востоке департамента Ваупес в Колумбии.